# L’École Du Micro D’Argent
L’École Du Micro D’Argent – trzeci studyjny album francuskiej grupy muzycznej IAM. Premiera płyty odbyła się 18 marca 1997 roku. Część materiału była nagrywana w Stanach Zjednoczonych. Teksty utworów charakteryzuje mroczność i prawdziwość. Artyści poruszają tematy związane z ówczesnym życiem we Francji: życie w biedzie, rasizm, cenzura.
Album we Francji zadebiutował na trzecim miejscu, sprzedając się w ilości 300.000 egzemplarzy.

## Lista utworów
1. „L'école du micro d'argent” - 3:52
2. „Dangereux” (featuring Bruizza & Rahzel) - 3:45
3. „Nés sous la même étoile” - 3:49
4. „La saga” (featuring Timbo King, Dreddy Krueger & Prodigal Sunn) - 4:02
5. „Petit frère” - 4:44
6. „Elle donne son corps avant son nom” - 4:11
7. „L'empire du côté obscur” - 4:21
8. „Regarde” - 3:55
9. „L'enfer” (featuring East & Fabe) - 4:51
10. „Quand tu allais on revenait” - 4:47
11. „Chez le mac” (featuring Nalini) - 4:42
12. „Un bon son brut pour les truands” - 3:49
13. „Bouger la tête” - 4:43
14. „Un cri court dans la nuit” (featuring Daddy Nuttea) - 3:52
15. „Libère mon imagination” - 5:21
16. „Demain, c'est loin” - 8:59